# Judo na Letnich Igrzyskach Paraolimpijskich 2004
Judo na Letnich Igrzyskach Paraolimpijskich 2004 w Atenach rozgrywane było między w hali Ano Liosia Olympic Hall.

## Medaliści

### Mężczyźni
| Konkurencja          | Złoto            | Srebro                 | Brąz                              |
| 60 kg (szczegóły)    | Odebrany         | Makoto Hirose          | Igor Zasjadkowicz Norbert Biro    |
| 66 kg (szczegóły)    | Satoshi Fujimoto | David Garcia del Valle | Jani Kallunki Xu Zhilin           |
| 73 kg (szczegóły)    | Wang Yunfeng     | Eduardo Amaral         | Stephen Moore Hani Asakereh       |
| 81 kg (szczegóły)    | Cyril Jonard     | Yuji Kato              | Sebastian Junk Gabor Vincze       |
| 90 kg (szczegóły)    | Messaoud Nine    | Oleg Kretsul           | Raúl Fernández Jonas Stoskus      |
| 100 kg (szczegóły)   | Antônio Tenório  | Men Runming            | Sebastien le Meaux Kevin Szott    |
| + 100 kg (szczegóły) | İlham Zəkiyev    | Ian Rose               | Keiji Amakawa Rafael Torres Pompa |

### Kobiety
| Konkurencja         | Złoto            | Srebro            | Brąz                                    |
| 48 kg (szczegóły)   | Karima Medjeded  | Karla Cardoso     | Astrid Arndt Wiktoria Potapowa          |
| 52 kg (szczegóły)   | Susann Schuetzel | Sandrine Aurieres | Wang Qiulian Aleksandra Własowa         |
| 57 kg (szczegóły)   | Ramona Brussig   | Marta Arce Payno  | Jekaterina Buzmakowa Daniele Silva      |
| 63 kg (szczegóły)   | Madina Kazakowa  | Silke Huetter     | Angelique Quessandier Monica Merenciano |
| 70 kg (szczegóły)   | Carmen Herrera   | Lorena Pierce     | Tatiana Sawostjanowa Sandorne Nagy      |
| + 70 kg (szczegóły) | Xue Lanmei       | Maria Olmedo      | Beate Bischler Nina Iwanowa             |

### Tabela medalowa
| Miejsce | Państwo           | Złoto | Srebro | Brąz | Razem |
| ------- | ----------------- | ----- | ------ | ---- | ----- |
| 1       | Chiny             | 7     | 3      | 3    | 13    |
| 1       | Niemcy            | 2     | 1      | 3    | 6     |
| 2       | Chiny             | 2     | 1      | 2    | 5     |
| 2       | Francja           | 2     | 1      | 2    | 5     |
| 4       | Hiszpania         | 1     | 3      | 2    | 5     |
| 5       | Brazylia          | 1     | 2      | 1    | 4     |
| 5       | Japonia           | 1     | 2      | 1    | 4     |
| 7       | Rosja             | 1     | 1      | 5    | 7     |
| 8       | Algieria          | 1     | 0      | 0    | 1     |
| 8       | Azerbejdżan       | 1     | 0      | 0    | 1     |
| 10      | Stany Zjednoczone | 0     | 1      | 2    | 3     |
| 11      | Wielka Brytania   | 0     | 1      | 0    | 1     |
| 12      | Węgry             | 0     | 0      | 3    | 3     |
| 13      | Kuba              | 0     | 0      | 1    | 1     |
| 13      | Finlandia         | 0     | 0      | 1    | 1     |
| 13      | Iran              | 0     | 0      | 1    | 1     |
| 13      | Litwa             | 0     | 0      | 1    | 1     |
| 13      | Ukraina           | 0     | 0      | 1    | 1     |
|         | Razem             | 13    | 13     | 26   | 52    |